# 孫振家
孫 振家（そん しんか）は中華民国の政治家。北京政府・直隷派に属する。字は保芝。

## 事跡
1913年（民国2年）、北京政府農商部に就職する。1915年（民国4年）、直隷派の湖北軍務幇弁・王占元の秘書となり、あわせて湖北官報局局長に就任した。
翌年1月、王占元が湖北督軍に昇進し、引き続き孫振家もその下にあった。1918年（民国7年）4月、署理湖北省荊南道尹となり、翌年7月、正式に同職に就任している。1920年（民国9年）8月、湖北省省長に昇格した。さらに翌月、北京政府中央に召還され、京兆尹兼畿輔賑務督弁に抜擢される。1922年（民国11年）5月、山東省賑務会弁に転じた。1925年（民国14年）、北京政府財政討論会委員に任ぜられている。
以後、孫振家の行方は不詳である。